# Конгиганак (Аляска)
Конгиганак (англ. Kongiganak, центр. юпик Kangirnaq) — статистически обособленная местность, который находится в зоне переписи Бетел, штат Аляска, Соединённые Штаты Америки. На переписи 2010 года население составляло 408 человек.

## География
По данным Бюро переписи населения США, CDP имеет общую площадь 13,1 квадратной мили (34,0 км²), из которых 12,1 квадратной мили (31,3 км²) являются землёй и 1 квадратная миля (2,7 км²), или 7,94 %, является водой).

## Демография
По данным переписи 2000 года в CDP насчитывалось 543 человека, 101 домашнее хозяйство и 91 семья. Плотность населения составляла 44,5 человека на квадратную милю (17,2 / км ²). Было 110 единиц жилья со средней плотностью 9,0 / кв. Миль (3,5 / км2). Расовый состав CDP составлял 3,31 % белых, 96,50 % коренных американцев и 0,18 % от двух или более рас. 0,37 % населения были латиноамериканцами или латиноамериканцами любой расы.
Было 101 домашнее хозяйство, из которых у 72,3 % были дети моложе 18 лет, живущие с ними, 67,3 % были женатыми парами, живущими вместе, у 15,8 % матерями-одиночками, а 9,9 % были не женатыми. 9,9 % всех домохозяйств состоят из отдельных лиц, а 1,0 % из них — одинокие люди, которым было 65 лет и старше. Средний размер домохозяйства составил 5,38, а средний размер семьи — 5,81.
В CDP население было поделено на следующие возрастные категории: с 46,6 % в возрасте до 18 лет, 9,6 % с 18 до 24, 26,3 % с 25 до 44, 11,8 % с 45 до 64 и 5,7 %, которые составляли 65 лет и старше. Медианный возраст составлял 21 год. На каждые 100 женщин приходилось 98,9 мужчин. На каждые 100 женщин в возрасте 18 лет и старше приходилось 98,6 мужчин.
Средний доход для домашнего хозяйства в CDP составлял 31 500 долларов США, а средний доход для семьи составлял 33 750 долларов. У мужчин средний доход составил 16 667 долларов, в то время как у женщин средний доход составил 18 750 долларов для женщин. Доход на душу населения для CDP составлял 7 194 долл. США. Около 18,9 % семей и 22,8 % населения были ниже черты бедности, в том числе 26,7 % из них моложе 18 лет и ни один из тех, кто в возрасте 65 лет и старше.